# 对偶范数
对偶范数是数学中泛函分析里的概念。考虑一个赋范向量空间的对偶空间时，常常需要给对偶空间赋以合适的几何架构。对偶范数是一种自然的赋范方式。

## 定义

### 对偶空间
给定一个系数域为{\displaystyle \mathbb {F} }赋范向量空间（比如说一个巴拿赫空间）E（其中{\displaystyle \mathbb {F} }通常是实数域{\displaystyle \mathbb {R} }或复数域{\displaystyle \mathbb {C} }），所有从E到{\displaystyle \mathbb {F} }上的连续线性映射（也称为连续线性泛函）的集合称为E的（连续）对偶空间，记作：E' .

### 对偶范数
可以证明，E′是一个向量空间。其上可以装备不同的范数。对偶范数（{\displaystyle \|\cdot \|'}）是一种自然的范数定义方式，定义为：
{\displaystyle \forall f\in E',\;\;\|f\|'=\sup \left\{|f(x)|;\;\|x\|\leqslant 1\right\}=\sup \left\{{\frac {|f(x)|}{\|x\|}};x\neq 0\right\}}
由于E′中的元素的是连续线性泛函，所以按照以上定义的范数必然存在，是一个有限正实数。引进了对偶范数後，E′成为一个赋范线性空间。可以证明，E′在对偶范数下必然是完备的，所以E′是巴拿赫空间。
给定一个由E′中元素构成的柯西序列：{\displaystyle (f_{n})_{n\in \mathbb {N} }}，其中每一个{\displaystyle f_{n}}都是E-线性泛函。由柯西序列的定义可知，
{\displaystyle \forall \epsilon >0,\;\;\exists N\in \mathbb {N} ,} 使得{\displaystyle \forall n,m>N,\;\;\|f_{n}-f_{m}\|'<\epsilon .}
所以对E中任何元素x，都有：
{\displaystyle \forall n,m>N,\;\;|f_{n}(x)-f_{m}(x)|=|(f_{n}-f_{m})(x)|\leqslant \|f_{n}-f_{m}\|'\|x\|<\epsilon \|x\|.}
这说明{\displaystyle \left(f_{n}(x)\right)_{n\in \mathbb {N} }}是柯西数列，因而收敛：数列的极限存在。定义函数{\displaystyle f:\;\;E\rightarrow \mathbb {F} }如下：
{\displaystyle f(x)=\lim _{n\to \infty }f_{n}(x).}
这样定义的函数f 是连续线性泛函，属于E′。事实上：
1. f 是线性映射：
{\displaystyle \forall \alpha ,\beta \in \mathbb {F} ,\;\;x,y\in E,}
{\displaystyle f(\alpha x+\beta y)=\lim _{n\to \infty }f_{n}(\alpha x+\beta y)=\lim _{n\to \infty }\left[\alpha f_{n}(x)+\beta f_{n}(y)\right]=\alpha \lim _{n\to \infty }f_{n}(x)+\beta \lim _{n\to \infty }f_{n}(y)=\alpha f(x)+\beta f(y).}
2. f 是连续映射：
将{\displaystyle \epsilon }定为1，则存在{\displaystyle N_{1}\in \mathbb {N} }，使得{\displaystyle \forall n>N_{1}}，都有{\displaystyle \|f_{n}-f_{N_{1}}\|'<1}，这说明：
{\displaystyle \forall n>N_{1},\;\;\|f_{n}\|'\leqslant \|f_{N_{1}}\|'+1.} 因此，{\displaystyle \forall n>N_{1},\;\;x\in E,\;\;\|x\|<1,}  都有{\displaystyle |f_{n}(x)|\leqslant \|f_{n}\|'\|x\|\leqslant \|f_{n}\|'\leqslant \|f_{N_{1}}\|'+1.}
当{\displaystyle n}趋向无穷大时，就有：{\displaystyle |f(x)|\leqslant \|f_{N_{1}}\|'+1}。这说明f 是连续映射。

最后证明f 是序列{\displaystyle (f_{n})_{n\in \mathbb {N} }}在对偶范数下的极限：
给定{\displaystyle \epsilon >0}，总能找到{\displaystyle N\in \mathbb {N} }，使得：
{\displaystyle \forall n,m>N,\;\;\|f_{n}-f_{m}\|'<\epsilon ,} 所以，{\displaystyle \forall x\in E,\;\;\|x\|\leqslant 1,}
{\displaystyle |f_{n}(x)-f_{m}(x)|\leqslant \|f_{n}-f_{m}\|'\|x\|\leqslant \|f_{n}-f_{m}\|'<\epsilon .}
当{\displaystyle m}趋向无穷大时，就有：{\displaystyle |f_{n}(x)-f(x)|\leqslant \epsilon .}
因此，{\displaystyle \forall n>N,\;\;\|f_{n}-f\|'=\sup\{|f_{n}(x)-f(x)|;\;\|x\|\leqslant 1\}\leqslant \epsilon .}
这说明序列{\displaystyle (f_{n})_{n\in \mathbb {N} }}在对偶范数下收敛到f。所以E′是完备空间。

## 例子
给定两个大于1的实数p和q。如果两者满足：{\displaystyle {\frac {1}{p}}+{\frac {1}{q}}=1}，那么序列空间{\displaystyle \ell ^{p}}和{\displaystyle \ell ^{q}}互相是对偶空间（在同构的意义上）。{\displaystyle \ell ^{p}}装备的是序列p-范数之时，它的对偶空间装备的对偶范数可以和装备了序列q-范数的{\displaystyle \ell ^{q}}建立等距同构。当{\displaystyle p=q=2}时，以上性质说明，{\displaystyle \ell ^{2}}和自身对偶。